# Гленко (Оклахома)
Гленко (англ. Glencoe) — місто (англ. town) в США, в окрузі Пейн штату Оклахома. Населення — 499 осіб (2020).

## Географія
Гленко розташоване за координатами 36°13′53″ пн. ш. 96°55′49″ зх. д. / 36.23139° пн. ш. 96.93028° зх. д. (36.231277, -96.930303).  За даними Бюро перепису населення США в 2010 році місто мало площу 4,72 км², з яких 4,60 км² — суходіл та 0,12 км² — водойми.

## Демографія
Згідно з переписом 2010 року, у місті мешкала 601 особа в 236 домогосподарствах у складі 170 родин. Густота населення становила 127 осіб/км².  Було 275 помешкань (58/км²).
Расовий склад населення:
| - 89,7 % — білих - 4,8 % — корінних американців - 1,2 % — азіатів - 0,3 % — чорних або афроамериканців |

До двох чи більше рас належало 3,5 %. Частка іспаномовних становила 0,3 % від усіх жителів.
За віковим діапазоном населення розподілялося таким чином: 30,0 % — особи молодші 18 років, 55,7 % — особи у віці 18—64 років, 14,3 % — особи у віці 65 років та старші. Медіана віку мешканця становила 34,1 року. На 100 осіб жіночої статі у місті припадало 90,2 чоловіків;  на 100 жінок у віці від 18 років та старших — 84,6 чоловіків також старших 18 років.
Середній дохід на одне домашнє господарство  становив 38 379 доларів США (медіана — 35 156), а середній дохід на одну сім'ю — 43 926 доларів (медіана — 40 375). Медіана доходів становила 28 333 долари для чоловіків та 26 250 доларів для жінок. За межею бідності перебувало 11,7 % осіб, у тому числі 20,1 % дітей у віці до 18 років та 6,9 % осіб у віці 65 років та старших.
Цивільне працевлаштоване населення становило 205 осіб. Основні галузі зайнятості: освіта, охорона здоров'я та соціальна допомога — 25,4 %, будівництво — 23,9 %, виробництво — 11,7 %, мистецтво, розваги та відпочинок — 7,8 %.